# Trường Trung học phổ thông Phan Đình Phùng, Hà Nội
Trường Trung học phổ thông Phan Đình Phùng (tên cũ: Trường Trung học phổ thông Phan Đình Phùng – Hoàng Diệu; Trường phổ thông cấp ba Phan Đình Phùng) là một trường trung học phổ thông công lập nằm trên địa bàn quận Ba Đình, thành phố Hà Nội. Tính đến năm 2021, trường là một trong những trường công lập hệ không chuyên có tỉ lệ chọi cao nhất thành phố Hà Nội và nằm trong danh sách 100 trường phổ thông tốt nhất cả nước của Bộ Giáo dục và Đào tạo.

## Lịch sử
Vào năm 1917, Trường Nam sư phạm (École Normale d'Instituteurs) được thành lập, chuyên đào tạo giáo viên tiểu học thời Pháp thuộc. Đến năm 1923, trường đổi thành Cao đẳng tiểu học Đông Dương (École Primaire Supérieur de Indochinoise – E.P.S.I) - tương đương cấp 2 hiện nay, mang tên Đỗ Hữu Vị (phi công đầu tiên ở Đông Dương, đồng thời là tên cũ phố Cửa Bắc - Rue Đỗ Hữu Vị - nơi đặt cổng 67B Cửa Bắc).
Trong thời kỳ quân Pháp tạm chiếm Hà Nội, trường Bưởi (Trung học phổ thông Chu Văn An) đã trở thành trại lính. Vì vậy, các học sinh phải chuyển về trụ sở trường cao đẳng học cho đến sau khi quân Việt Minh về tiếp quản Thủ đô tháng 10 năm 1954. Sau đó, toàn bộ trường này đã được tu bổ lại thành trường liên cấp Nguyễn Trãi rồi trường Sư phạm Trung sơ cấp do nhà giáo Nghiêm Chưởng Châu làm hiệu trưởng.
Những năm máy bay Mỹ thực hiện chiến dịch Linebacker II, học sinh Hà Nội buộc phải tản đi khắp nơi sơ tán. Khi Hiệp định Paris 1973 được kí kết, tất cả lần lượt trở về, tuy nhiên nhiều học sinh cấp ba lúc đó đã không còn chỗ để học do cơ sở vật chất bị phá hoại nặng nề. Trước tình hình trên, vào ngày 10 tháng 3 năm 1973, Trường phổ thông cấp ba Phan Đình Phùng chính thức được thành lập theo quyết định của UBND thành phố Hà Nội. Hiệu trưởng những năm đầu thành lập trường là nhà giáo Hoàng Đình Bình.
Tháng 9 năm 1977, UBND Hà Nội đã lập thêm Trường phổ thông cấp ba Hoàng Diệu, dùng chung địa điểm với Trường phổ thông cấp ba Phan Đình Phùng với thời gian hoạt động luân phiên nhau. Đến năm 1996, do có chủ trương sáp nhập các trường cùng địa điểm nên hai trường được hợp nhất lại thành trường Trung học phổ thông Phan Đình Phùng.

## Đào tạo
Trường Trung học phổ thông Phan Đình Phùng được coi là trường có tỉ lệ "chọi" cao nhất thành phố trong các kì thi tuyển sinh lớp 10 Trung học phổ thông hệ không chuyên. Cùng với đó, trường cũng là một trong những trường có chất lượng đào tạo thuộc tuyến đầu thành phố với điểm trung bình các môn kì thi Trung học phổ thông quốc gia đều ở trên mức trung bình toàn quốc. Vào năm 2020, trường đã được chọn làm địa điểm thi IELTS chính thức của Hà Nội.
Hệ thống lớp học của trường được phân ra thành hai khối học: Khối quốc tế (gồm 2 lớp ban A, 2 lớp ban D, 1 lớp Nhật mỗi niên khóa) và Khối đại trà. Đối với riêng khối quốc tế, ngoài chương trình chính khóa của Bộ Giáo dục & Đào tạo, học sinh học tăng cường chương trình tiếng Anh IELTS và chương trình luyện thi SAT (hoặc chương trình tiếng Nhật JLPT đối với lớp Nhật).
Bên cạnh việc học tập, trường cũng chú trọng đến các hoạt động ngoại khóa, với hơn 20 câu lạc bộ lớn nhỏ đã được lập ra nhằm thỏa mãn tinh thần và đam mê của học sinh.
| Thí sinh            | Năm thi    | Tuần                 | Tháng                | Quý                | Chung Kết Năm |
| ------------------- | ---------- | -------------------- | -------------------- | ------------------ | ------------- |
| Phạm Ngọc Quang Anh | Olympia 15 | Giải Nhì – 100 điểm  |                      |                    |               |
| Nguyễn Ngọc Việt    | Olympia 15 | Giải Nhất – 300 điểm | Giải Ba – 50 điểm    |                    |               |
| Hoàng Minh Đức      | Olympia 18 | Giải Nhất – 270 điểm | Giải Nhất – 250 điểm | Giải Ba – 10 điểm  |               |
| Nguyễn Như Đức Minh | Olympia 20 | Giải Nhì – 240 điểm  | Giải Nhì – 270 điểm  | Giải Ba – 150 điểm |               |
| Võ Hà Linh          | Olympia 22 | Giải Nhì – 195 điểm  |                      |                    |               |
| Trương Minh Anh     | Olympia 23 | Giải Nhất – 220 điểm | Giải Ba – 120 điểm   |                    |               |
| Trần Phan Quân      | Olympia 24 | Giải Nhì – 190 điểm  |                      |                    |               |
| Đỗ Xuân Thái        | Olympia 25 | Giải Nhất – 265 điểm | Giải Ba – 90 điểm    |                    |               |

## Cơ sở vật chất

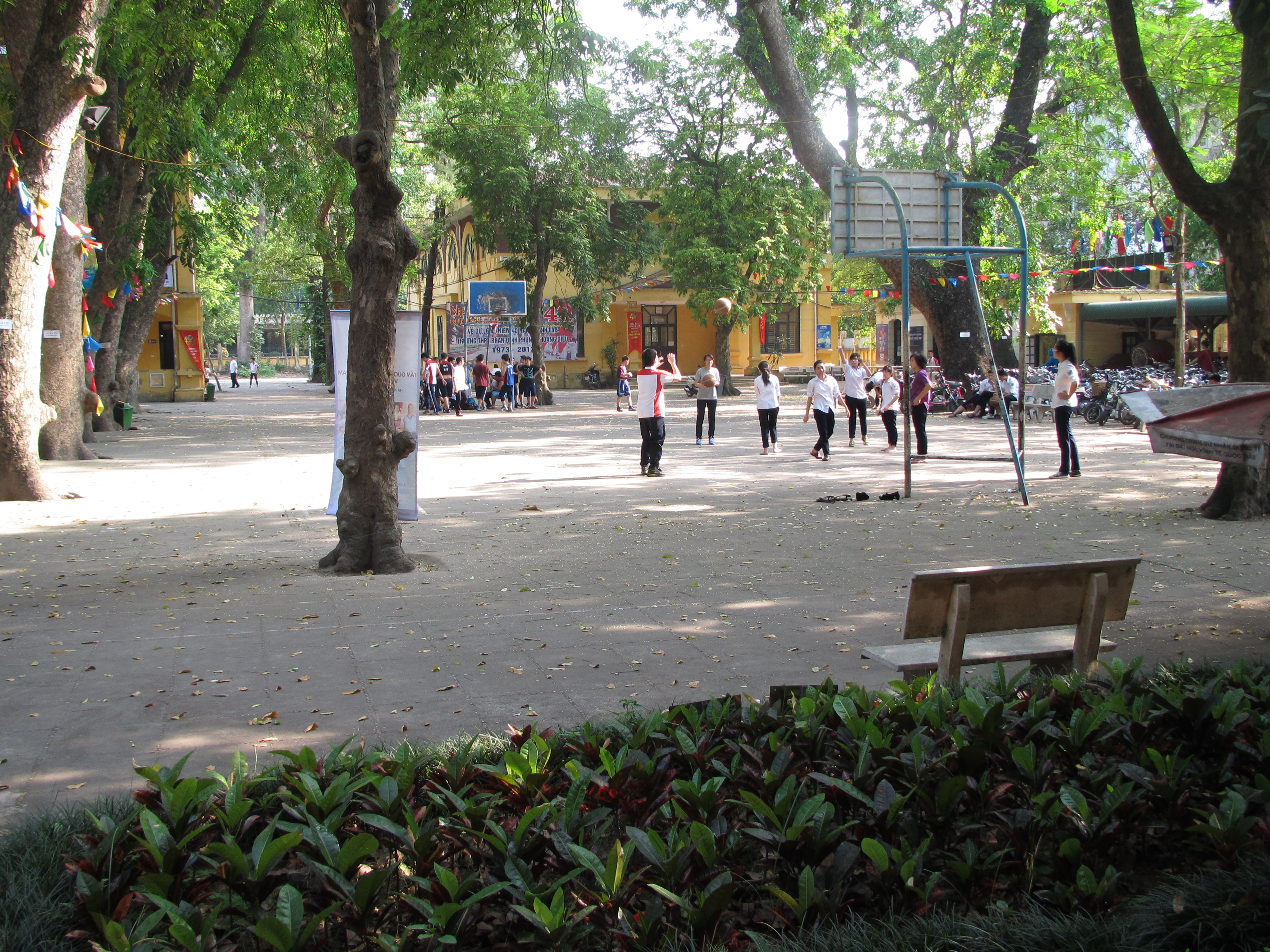
Trường nhìn từ khu nhà A (2014).

Ban đầu, trường có tổng diện tích khoảng 27.600 m², gồm hai mặt trông ra phố Cửa Bắc dài 230 m, hai mặt trông ra đường Phan Đình Phùng và Quán Thánh rộng 120 m. Tuy nhiên, một phần khu vực ở 67 phố Cửa Bắc sau này đã được chuyển thành trường Trung cấp Sư phạm mẫu giáo và trường Bồi dưỡng cán bộ. Về sau, khu đất thuộc trường Trung học cơ sở Nguyễn Tri Phương (từ tháng 9 năm 2014). Trường bao gồm ba tòa nhà nối liền nhau tạo thành hình chữ U. Trong đó, khu nhà trung tâm ở trong cùng là cổ nhất:  được xây lên ba tầng kiên cố, có sân chơi rộng thoáng và nhiều cây cao tán rộng.
Từ năm 2009 đến 2012, diện tích khuôn viên trường đã mở rộng từ 7000 m² lên 11.682 m² với 30 phòng học, 8 phòng bộ môn, 3 phòng thí nghiệm thực hành, 2 phòng học tin học với 100 máy tính, 3 phòng nghe nhìn, 1 phòng thư viện, 1 phòng truyền thống, 1 nhà thể chất hơn 500 m². Năm 2010, trường chính thức được thành phố công nhận là trường Trung học phổ thông chuẩn Quốc gia.
Năm 2023, nhân kỷ niệm 50 năm thành lập trường, 7 công trình trọng điểm đã được nhà trường tiến hành. Các hạng mục chủ yếu bao gồm cải tạo lại một số khu vực trong sân trường và lắp đặt hệ thống những thiết bị thông minh nhằm tối ưu hóa việc quản lý học sinh. Dự án Tranh tường, với các bức vẽ về khung cảnh Hà Nội xưa, cũng đã được đầu tư thực hiện và hiển thị ở ngoài dãy tường trên phố Phan Đình Phùng, thu hút nhiều người đến chụp ảnh và chia sẻ. Tổng kinh phí của các dự án này là hơn 80 tỉ đồng.

## Logo

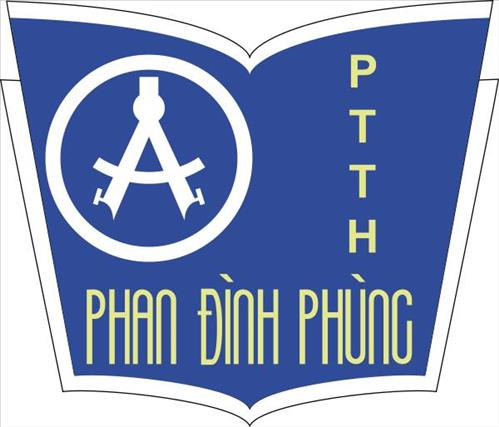
Logo sử dụng từ năm 1996 – 2018
Logo được sử dụng từ 2018 – nay

## Danh sách hiệu trưởng qua các thời kỳ
- Nhà giáo Hoàng Đình Bình (1925 – 2014) – Hiệu trưởng giai đoạn 1973 – 1977[11]
- Nhà giáo Trần Quý Độ (1923 – 2019) – Hiệu trưởng giai đoạn 1977 – 1985[11]
- Nhà giáo Trần Thị Vỵ (1932) – Hiệu trưởng giai đoạn 1981 – 1989[11]
- Nhà giáo Phùng Đình Đăng (1936 – 2009) –  Hiệu trưởng giai đoạn 1985 – 1997[11]
- Nhà giáo Bùi Quốc Trung (1941 – 2020) – Hiệu trưởng giai đoạn 1989 – 2001[11]
- Nhà giáo Bùi Văn Thanh (1949) – Hiệu trưởng giai đoạn 2001 – 2009[11]
- Nhà giáo Kiều Trung Tiến (1956) – Hiệu trưởng giai đoạn 2009 – 2016[22]
- Nhà giáo Nguyễn Thị Nhâm Huyền (1972) – Hiệu trưởng giai đoạn từ năm 2016 đến nay[22]

## Vinh danh
- Huân chương Lao động hạng II, năm 2023[12]
- Huân chương Lao động hạng III, các năm 2003; 2018[11]
- Danh hiệu "trường Chuẩn Quốc gia" của Bộ Giáo dục và Đào tạo, năm 2010[11]
- Bằng khen của Thủ tướng Chính phủ, các năm 2002, 2006[11]
- Bằng khen của Ủy ban Nhân dân Thành phố Hà Nội
- Bằng khen của Công đoàn giáo dục Việt Nam
- Cờ thi đua "Đơn vị tiên tiến xuất sắc tiêu biểu", Bộ Giáo dục và Đào tạo tặng
- Cờ thi đua "Đơn vị tiên tiến xuất sắc tiêu biểu", UBND Thành phố Hà Nội tặng

## Nhân vật tiêu biểu

### Học sinh tiêu biểu

#### Văn hoá – Nghệ thuật
- Nguyễn Công Hoan (1903–1977): nhà văn, nhà báo, thành viên Hội Nhà văn Việt Nam
- Vũ Đình Liên (1913–1996): nhà thơ, Nhà giáo Nhân dân Việt Nam
- Trần Lực (1961): Nghệ sĩ ưu tú, là một diễn viên và đạo diễn điện ảnh Việt Nam
- Hồng Nhung (1970): Ca sĩ nổi tiếng người Việt Nam
- Mai Phương Thúy (1988): Hoa hậu Việt Nam 2006, Top 17 Hoa hậu Thế giới 2006
- Vũ Đức Thiện (Rhymastic) (1991): Ca sĩ, rapper, producer người Việt Nam
- Đỗ Thanh Hải (1973): Nghệ sĩ ưu tú, đạo diễn điện ảnh Việt Nam, hiện là giám đốc Trung tâm Phim truyền hình Việt Nam
- Hoàng Dũng (1956–2021): Nghệ sĩ Nhân dân, diễn viên và đạo diễn điện ảnh người Việt Nam, từng giữ chức Giám đốc Nhà hát kịch Hà Nội
- Nguyễn Tường San (2000): Á hậu 2 cuộc thi Hoa hậu Thế giới Việt Nam 2019, Top 8 Hoa hậu Quốc tế 2019
- Mạnh Trường (1985): Diễn viên, người mẫu nổi tiếng người Việt Nam
- Nguyễn Trần Trung Quân (1992): Ca sĩ, producer nổi tiếng người Việt Nam
- Phạm Anh Quân – Quân A.P (1997): Ca sĩ người Việt Nam
- Phan Phương Oanh (2003) – Top 10 Hoa hậu Việt Nam 2022
- Phạm Thu Anh (1995): ca sĩ, giảng viên thanh nhạc
- Nguyễn Hoàng Linh (1985): MC, BTV Đài Truyền hình Việt Nam

#### Chính trị – Xã hội
- Nguyễn Thúy Anh (1963), đại biểu Quốc hội khóa 13

#### Quân nhân
- Nguyễn Hòa (1927–2014): tướng lĩnh cao cấp của Quân đội nhân dân Việt Nam, hàm Trung tướng, nguyên Tư lệnh quân đoàn 1 trong chiến dịch Hồ Chí Minh năm 1975; Cục trưởng Tổng cục Dầu Khí đầu tiên (1980)

#### Kinh tế
- Trần Đình Long (1961): Chủ tịch Hội đồng Quản trị tập đoàn Hòa Phát

## Bê bối

### Sự cố nổ trong phòng thí nghiệm
Vào ngày 5 tháng 1 năm 2017, trong lúc đang dọn dẹp dụng cụ thực hành, một số nam sinh lớp 12A2 của trường đã đùa nghịch, thực hành thí nghiệm ngoài chương trình học và vô ý gây ra vụ nổ khiến cho ba học sinh bị bỏng. Ngày 5 tháng 2, diễn đàn học sinh trường đã đăng tải lời chia sẻ của một nữ sinh – là nạn nhân bị bỏng nặng nhất (cấp độ 3) sau tai nạn ở phòng thí nghiệm của trường. Theo đó, em cho rằng sự việc xảy ra bởi sự bất cẩn của người quản lý tiết học (giáo viên chủ nhiệm) và các bạn học sinh đã trực tiếp tham gia vào vụ việc. Em cũng cho biết, suốt một tháng sau khi xảy ra vụ việc, không một ai đã phải chịu hình thức kỷ luật và rằng nhà trường đã có hành vi che giấu sự vụ.
Sau đó, hiệu trưởng Nguyễn Thị Nhâm Huyền trong báo cáo gửi Sở Giáo dục và Đào tạo Hà Nội đã xác nhận về việc một vụ nổ có xảy ra ngày 5 tháng 1 vào cuối giờ thực hành Hóa học của lớp 12A2. Cô viết rằng: "Đây là sự cố hy hữu gây ra do sự nghịch ngợm bất cẩn của học sinh nên trường đã họp rút kinh nghiệm đồng thời thăm hỏi, hỗ trợ ban đầu cho gia đình nữ sinh và các bạn. Sau khi những học sinh bị ảnh hưởng đi học lại, nhà trường sẽ sắp xếp giáo viên bộ môn dạy kèm để đảm bảo học sinh không bị mất kiến thức và dự thi kì thi Trung học phổ thông quốc gia".
Cũng trong buổi trả lời báo chí ngày 7 tháng 2, lãnh đạo trường đã lý giải việc một tháng qua chưa áp dụng hình thức kỷ luật với các cá nhân liên quan là vì "phải đợi nữ sinh – người bị bỏng nặng nhất bình phục đến trường". Đúng theo nguyên tắc kỷ luật, theo Hiệu phó Nguyễn Thị Bích Loan, là phải có mặt đầy đủ học sinh, phụ huynh và các bên.
Sở Giáo dục & Đào tạo Hà Nội sau đó đã họp hội đồng kỷ luật, quyết định hình thức kỷ luật khiển trách đối với hiệu trưởng trường Trung học phổ thông Phan Đình Phùng sau vụ nữ sinh bị bỏng nặng do sự cố phòng thực hành, đồng thời hai nam sinh gây ra tai nạn cũng đã bị thi hành hình thức kỉ luật khiển trách và nhắc nhở trước toàn trường.